# Paul Hankar
Paul Hankar, né le 11 décembre 1859 à Frameries et mort le 17 janvier 1901 à Bruxelles, est un architecte et designer belge. Avec Victor Horta et Henry Van de Velde, il a été l’un des principaux représentants de l’Art nouveau en Belgique. Il a également travaillé avec Henri Beyaert, célèbre représentant de l’éclectisme, en étant son collaborateur jusqu'au décès de ce dernier en 1894.

## Biographie
Paul Hankar naît à Frameries, dans la province belge du Hainaut, d'un père maçon. Il est issu d'une famille d'artisans qui depuis trois générations se sont spécialisés dans le travail de la pierre. C'est à l'âge de quatorze ans qu'il s'installe à Bruxelles dans le but d'y parfaire sa formation de sculpteur. Entre 1873 et 1884, en parallèle de ses études à l'Académie royale des beaux-arts de Bruxelles, il gagne sa vie comme concepteur et sculpteur d'ornements et de monuments funéraires dans l'atelier de Georges Houtstont. C'est durant ses années d'études qu'il rencontre Victor Horta, avec qui il se lie d'amitié avant de devenir un de ses concurrents. Comme Horta, il étudie de près les techniques du fer forgé, qu'il utilisera plus tard dans la plupart de ses projets. 
De 1879 à 1894, il travaille dans l'atelier du célèbre architecte Henri Beyaert, maître de l'architecture éclectique et néoclassique. Grâce à Beyaert, Hankar est sensibilisé à la création d'une architecture toute empreinte de rationalisme constructif, privilégiant à la fois l'emploi apparent des matériaux et puisant dans les écrits d'Eugène Viollet-le-Duc, l'architecte français qui prône l'utilisation de nouveaux matériaux innovants tels que le fer et le verre, une discipline intellectuelle stricte, tout en s'inspirant de l'architecture historique. Sous la direction de Beyaert, il est le concepteur en chef du Palacio de Chávarri (1889) à Bilbao, en Espagne, construit pour l'homme d'affaires Víctor Chávarri. En 1888, il commence son activité d'architecte et de créateur de meubles à Bruxelles et il collabore avec Adolphe Crespin, décorateur d'intérieur et spécialiste des sgraffites.

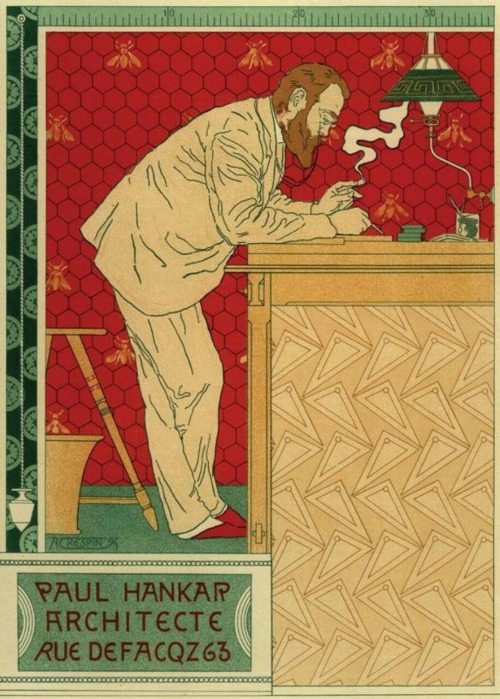
Portrait de Paul Hankar sur une affiche d'Adolphe Crespin, vers 1894

En 1893, il ouvre son propre cabinet à Bruxelles, et entreprend la construction de sa propre maison, la Maison Hankar, au 71, rue Defacqz, dans la commune de Saint-Gilles. Elle est considérée comme le premier bâtiment Art nouveau à Bruxelles, construite en même temps que le célèbre Hôtel Tassel de Victor Horta, et deviendra par la suite un bien protégé du patrimoine culturel bruxellois le 26 mai 1975. Une affiche datant de 1894, réalisée par Crespin, en fait la publicité. À travers sa conception, Hankar montre son goût de la polychromie, du traitement varié des matières et du travail savant du fer forgé. La façade de la Maison Hankar exprime la structure du bâtiment : le tiers est, qui contient l'entrée et les escaliers, est décalé d'un demi-étage par rapport aux deux tiers ouest, qui contiennent les pièces publiques. Une baie en saillie de trois étages, soutenue par des corbeaux en pierre, apporte beaucoup de lumière aux chambres du deuxième et du troisième étage et un balcon au quatrième. Des panneaux muraux de Crespin apparaissent sous les fenêtres et dans une frise d'arcades à l'avant-toit. L'interaction entre d'une part les éléments et matériaux néo-Renaissance lourds, et d'autre part les détails et décorations légers de style Art nouveau, aboutit à une composition vivante. L'édification de cette maison inaugure la voie originale l'engageant définitivement dans la recherche d'une architecture qui n'emprunte désormais plus rien au vocabulaire historiciste.
En 1896, il présente un projet de Cité des Artistes pour la ville balnéaire de Westende, en Flandre-Occidentale, qui visait à être une coopérative d'artistes avec des logements et des ateliers. Bien que le projet n'ait jamais été réalisé, il inspirera plus tard la Künsterkolonie (litt. "colonie d'artistes") de Darmstadt et les artistes de la Sécession viennoise. Cette même année, il obtient une première consécration officielle lorsque le Cercle Artistique lui dédie une exposition, ainsi qu’à Duyck et Crespin, qui remporte un grand succès et est louée par Khnopff, malgré certains avis mitigés de la part de certains critiques,.
En 1897, il est chargé avec Henry Van de Velde, Gustave Serrurier-Bovy et Georges Hobé de concevoir l’Exposition coloniale de Tervuren (en banlieue de Bruxelles), où il coordonne les travaux de plusieurs artisans et créateurs de meubles et où le nouveau style Art nouveau s’exprime avec vigueur. Lors de cette même année, pour l'Exposition universelle à Bruxelles, il contribue à la conception de la section Congo, qui est devenue célèbre pour son utilisation complète de l'Art nouveau. Il donne également une conférence sur le « Nouveau Bruxelles », sa vision d'un réaménagement urbain de la ville, qui n'a jamais été réalisée. 
Entre 1898 et 1899, il conçoit un banc monumental en pierre, sculpté à partir des carrières d'Ecaussines et de Soignies, pour être exposé dans la section des mines et de la métallurgie de l'Exposition universelle de 1900 à Paris. Le roi Léopold II de Belgique acheta le banc à la fin de l'exposition et en fit don à un parc dans le quartier de Koninginlaan à Ostende, où il est installé en 1905. Le banc est enlevé en 1971 pour agrandir un parking et est détruit. À partir des dessins de Hankar, une réplique du banc a été sculptée pour le parc entre 2003 et 2004, et installée sur les mêmes fondations que l'original.
Au cours de sa carrière, il est professeur d'ingénierie à l'École des arts appliqués de Schaerbeek (entre 1891 et 1897) et professeur d'histoire de l'architecture à l'Institut des hautes études de l'Université Libre de Bruxelles (de 1897 à 1901). Il travaille comme rédacteur en chef de L'Émulation (entre 1894 et 1896), une revue qui promeut le style Art nouveau.
Il meurt le 17 janvier 1901 à l'âge de 41 ans, à la suite d'une maladie contractée lors d'une des nombreuses excursions qu'il organisait au sein de la Société d'Archéologie de Bruxelles, alors que son œuvre commence à peine à être connue. Malgré tout, son style influencera le travail de nombreux jeunes artistes bruxellois, dont Paul Hamesse, Léon Sneyers, Antoine Pompe, Eugène Bodson, Louis Van der Swaelmen et le moderniste Victor Bourgeois. Sa tombe se trouve au Cimetière du Dieweg, à Uccle (commune de Bruxelles).

## Caractéristiques
Les premières maisons Art nouveau de Hankar et Horta ont été achevées la même année, en 1893, et les styles des deux architectes étaient similaires à plusieurs égards. Ils ont tous deux renoncé aux styles historiques traditionnels, ont fait un usage visible de nouveaux matériaux, tels que le verre et le fer, et avaient également une forte préférence pour les arcs et les lignes courbes, un style parfois appelé à membrures, qui a caractérisé les premiers travaux des deux architectes.
Il y a toutefois des différences notables entre les styles des deux architectes. Chez Hankar, l'usage des structures métalliques ne revêt pas la même allure de manifeste que chez Horta. Hankar recherche davantage les effets colorés procurés par les matériaux et adopte pour le décor des façades les sgraffites au caractère narratif pour lesquels il fait appel à Crespin. De plus, Hankar construisait des maisons pour ses amis artistes, avec des budgets modestes, tandis que Horta avait des clients très riches, qui pouvaient s'offrir des matériaux coûteux et des maisons plus grandes. Par ailleurs, les maisons de Horta se caractérisent surtout par leur intérieur, tandis que celles de Hankar se concentrent principalement sur la façade. Hankar considérait que le travail de Horta était excessivement somptueux ; il l'appelait « Louis XV ». 
Paul Hankar lance aussi la mode des fenêtres rondes aux châssis de bois d'une inégalable finesse. Dans le travail du bois, il associe de façon très personnelle la complexité des ornements gothiques et japonisants. Contrairement à Horta qui reste fidèle à un décor abstrait, Hankar et de nombreux artistes de l'Art nouveau recourent à un répertoire ornemental directement emprunté à la nature : fleurs, insectes, reptiles…
Les principales influences de l'architecte sont les ouvrages de Viollet-le-Duc, Le Dictionnaire et les Entretiens étant ses livres de chevet.

## Réalisations

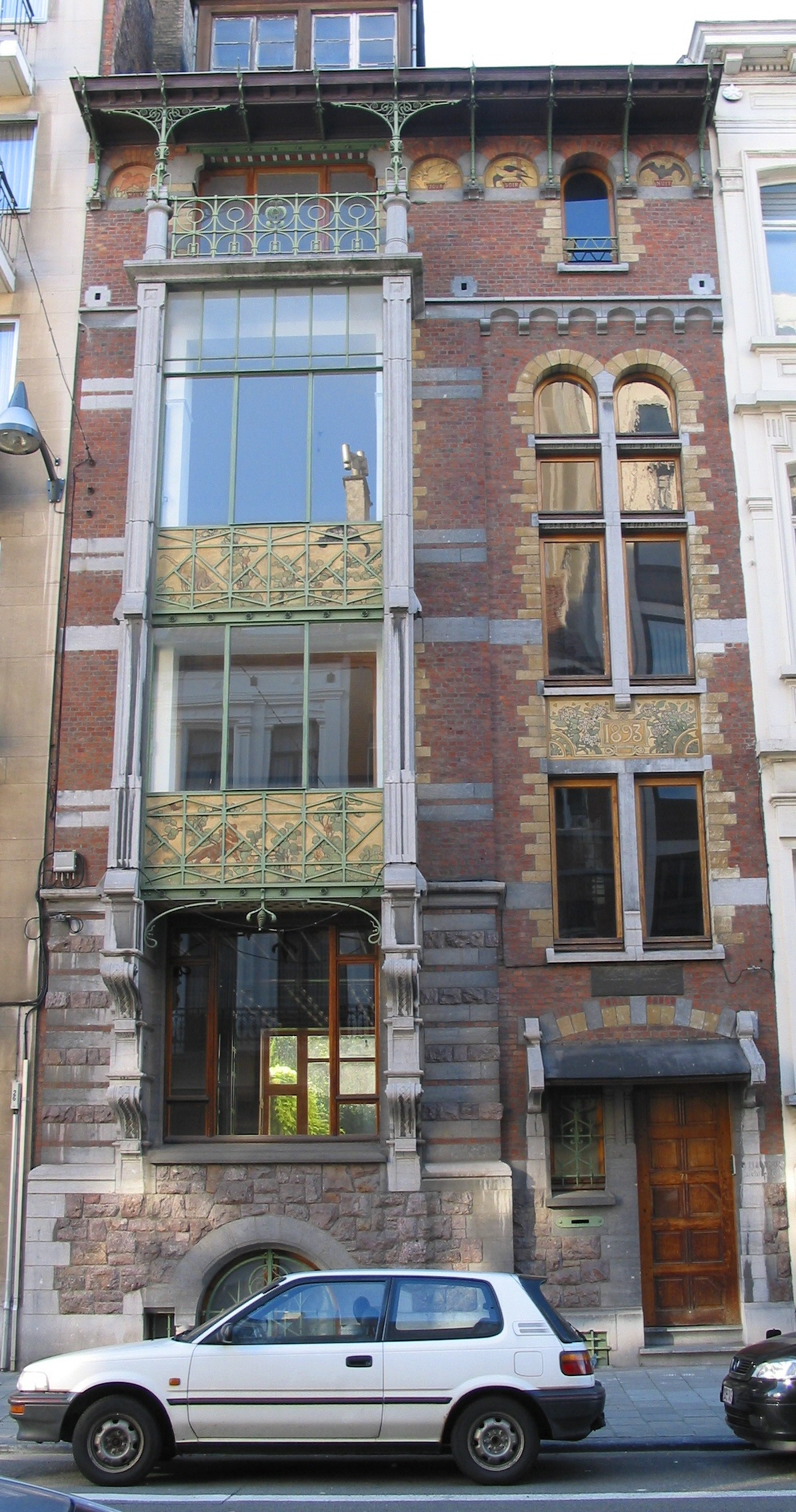
Façade de la Maison Hankar

Malgré une vie professionnelle courte (à peine dix ans de carrière), Paul Hankar compte de nombreuses réalisations à son actif : dix hôtels de maître, seize maisons particulières, sept ateliers d'artiste, quatre grandes maisons de campagne, neuf monuments commémoratifs ou funéraires et vingt-cinq magasins ou ensembles d'expositions, sans compter les nombreux ensembles de mobilier.
La plupart de ses constructions se trouvent à Bruxelles :

### Style Art nouveau
- la maison Hankar, rue Defacqz 71, à Ixelles (1893)
- la maison-atelier du peintre Jean Gouweloos, rue d'Irlande 70, à Saint-Gilles (1896)
- l'hôtel Ciamberlani, rue Defacqz 48, à Ixelles (1897)
- l'Hôtel René Janssens, rue Defacqz 50, à Ixelles (1898)
- la maison Jean-Baptiste Aglave, rue Antoine Bréart 7, à Saint-Gilles (1898)
- la maison Forge, avenue Adolphe Demeur 6, à Saint-Gilles (1898)
- la devanture de la chemiserie Niguet, rue Royale, à Bruxelles (1896)
- l'hôtel José Ciamberlani, rue Paul-Emile Janson 23-25, à Ixelles (1900)

### Style éclectique
- la maison Ricaud, rue d'Albanie 107-107A (1896)
- les maisons Jaspar, rue de la Croix de Pierre 76-78-80 (1894),
- les maisons Hanssens, Avenue Ducpétiaux 13-15, à Saint-Gilles (1894),
- la maison Zegers-Regnard, chaussée de Charleroi 83, à Saint-Gilles (1888)
- l'ancien magasin et maison Désiré Forge, avenue Paul Dejaer 10, à Saint-Gilles (1898)
- la villa Jean-Marie, avenue Charles Woeste 87, à Jette

### Réalisations disparues
- les maisons Zegers-Regnard, avenue Louise 365-367, à Ixelles (1894-1895)
- la maison et la pharmacie Peeters, rue Lebeau 8, à Bruxelles (1896)
- l'hôtel Renkin, rue de la Loi 138, à Bruxelles (1897)
- la maison-atelier du peintre Bartholomé, avenue de Tervueren 151 et 249, à Woluwé-Saint-Pierre (1898)
- l'hôtel Kleyer, rue de Ruysbroek 21, à Bruxelles (1898)
- la boulangerie Timmermans, rue de Herve 551, à Liège (1896) ; la façade de trois étages était recouverte de peintures murales de Crespin

Hors de Bruxelles, il a également conçu le palais Chávarri à Bilbao (1889), construit pour l’homme d’affaires Víctor Chávarri, ainsi que le piédestal du monument Jan-Frans Willems, place Saint-Bavon, à Gand (1899), sculpté par Isidore De Rudder.

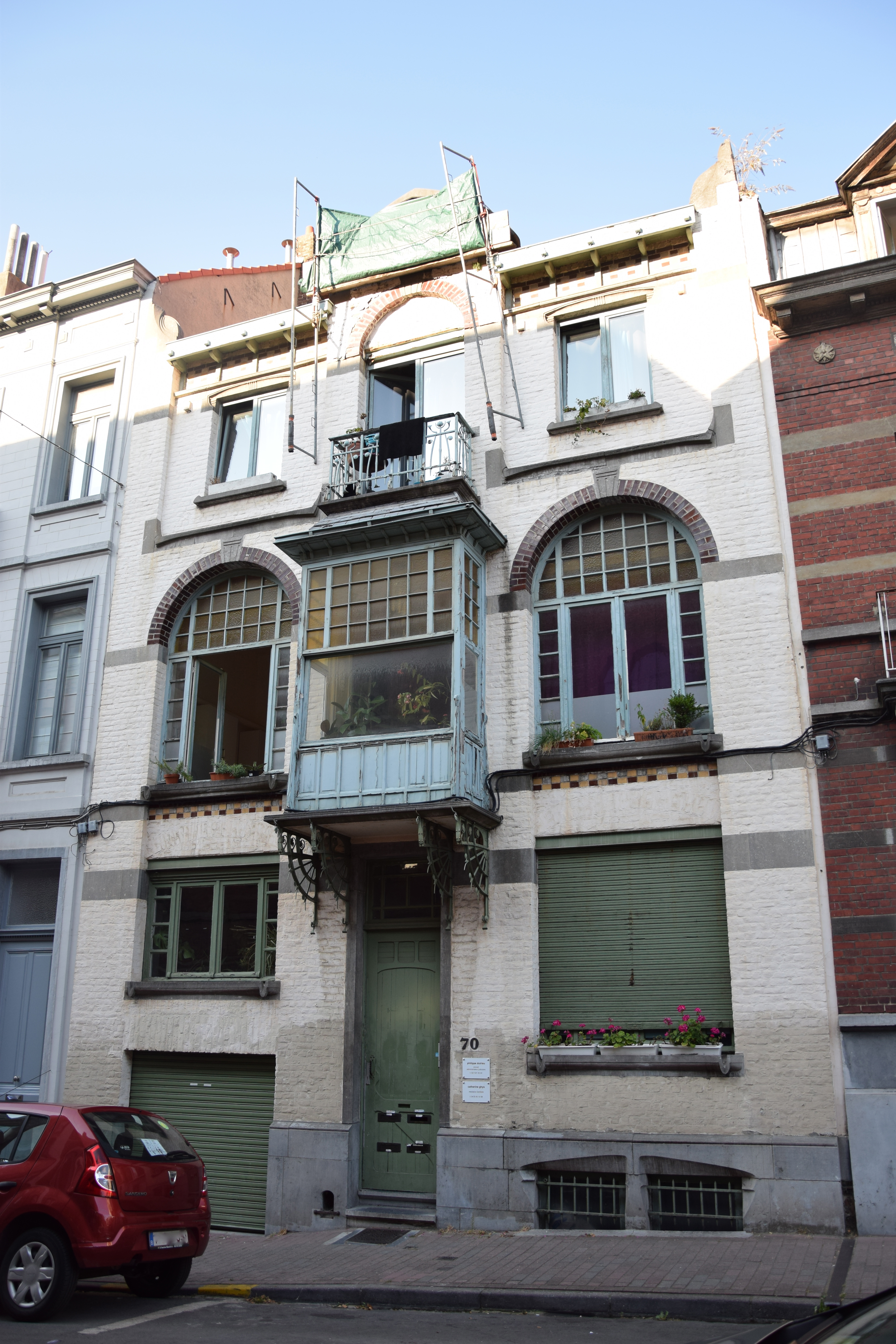
Maison-atelier Gouweloos (1896)
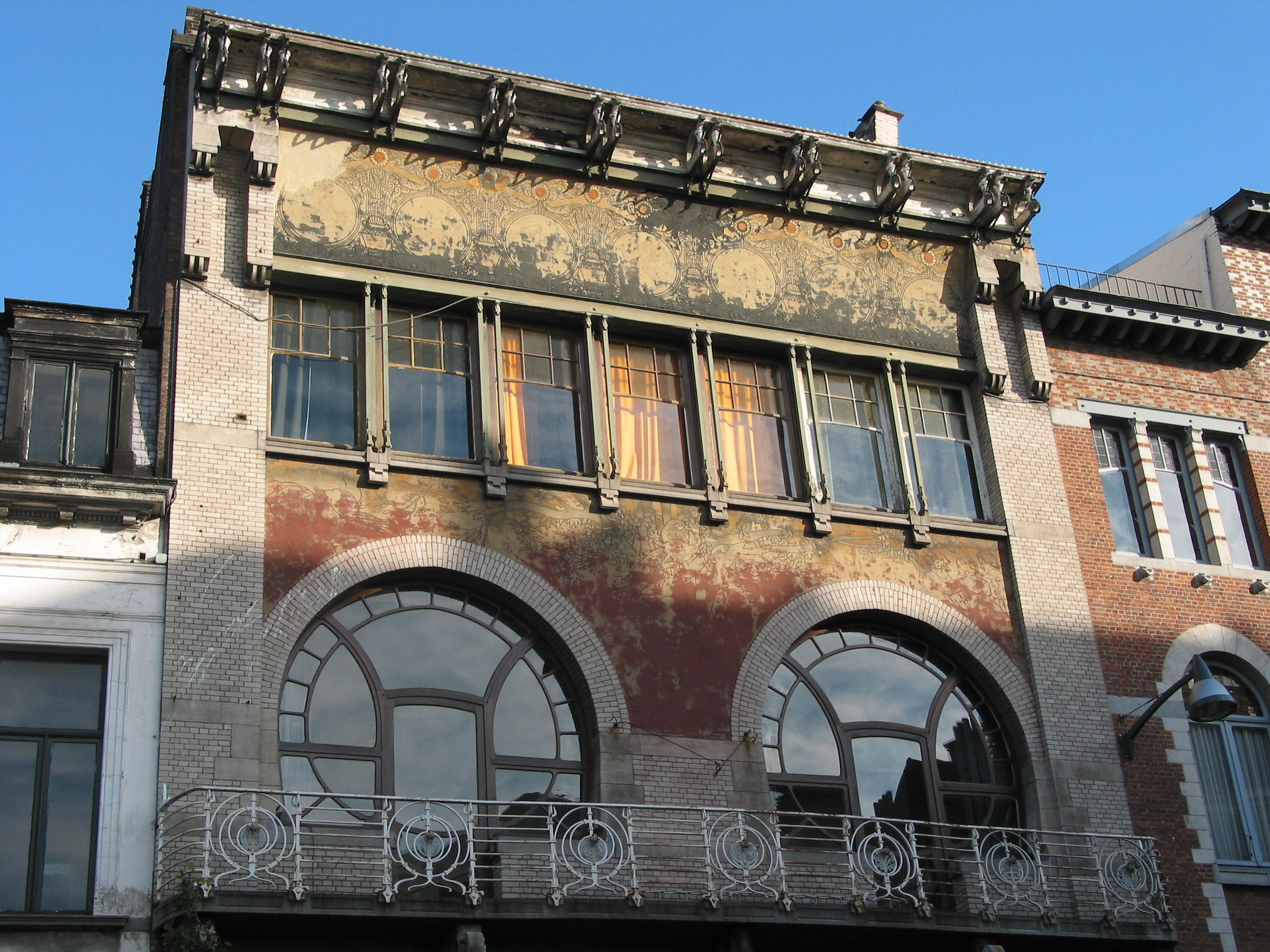
Hôtel Ciamberlani (1897) à Ixelles avant restauration
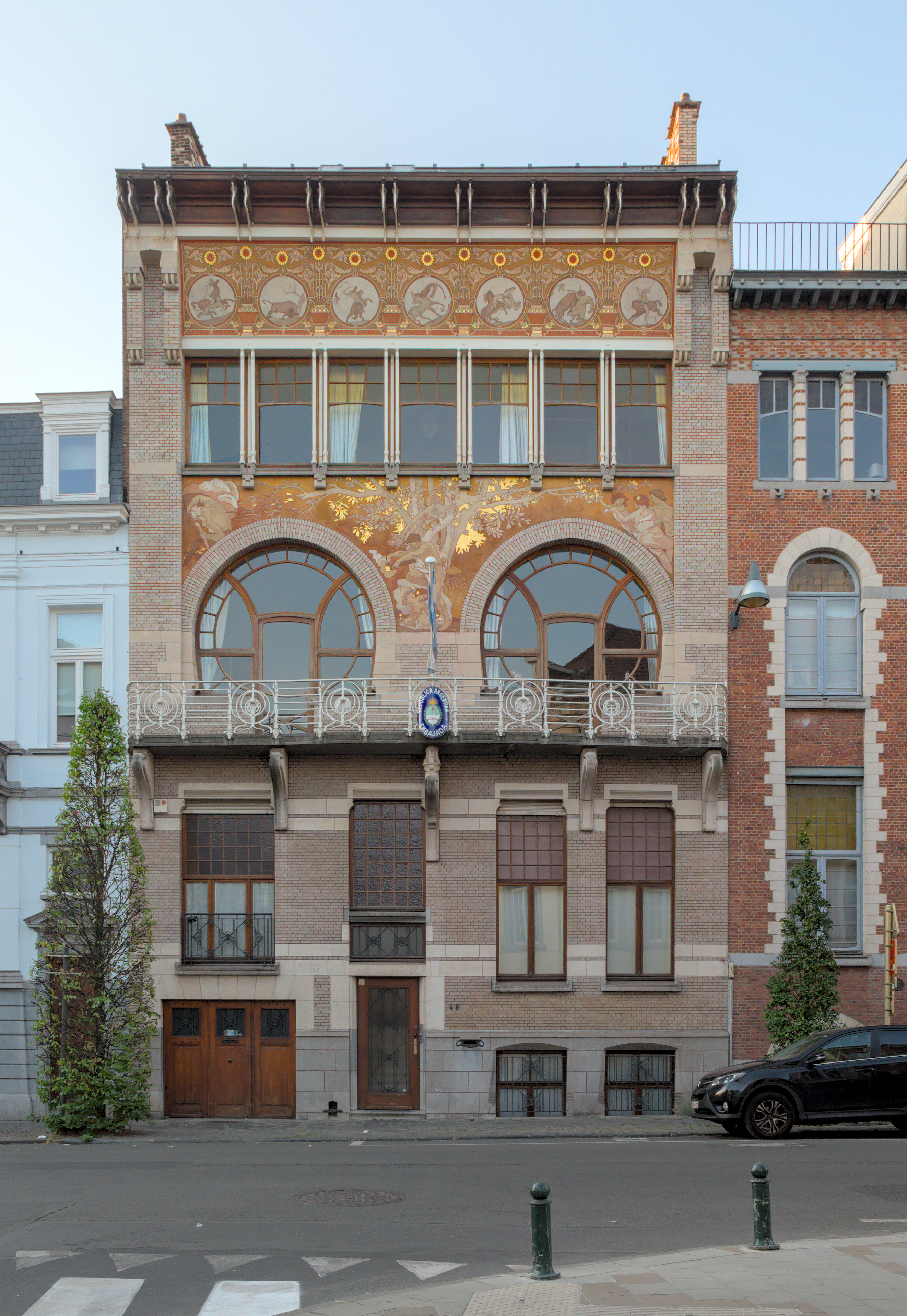
Hôtel Ciamberlani après restauration
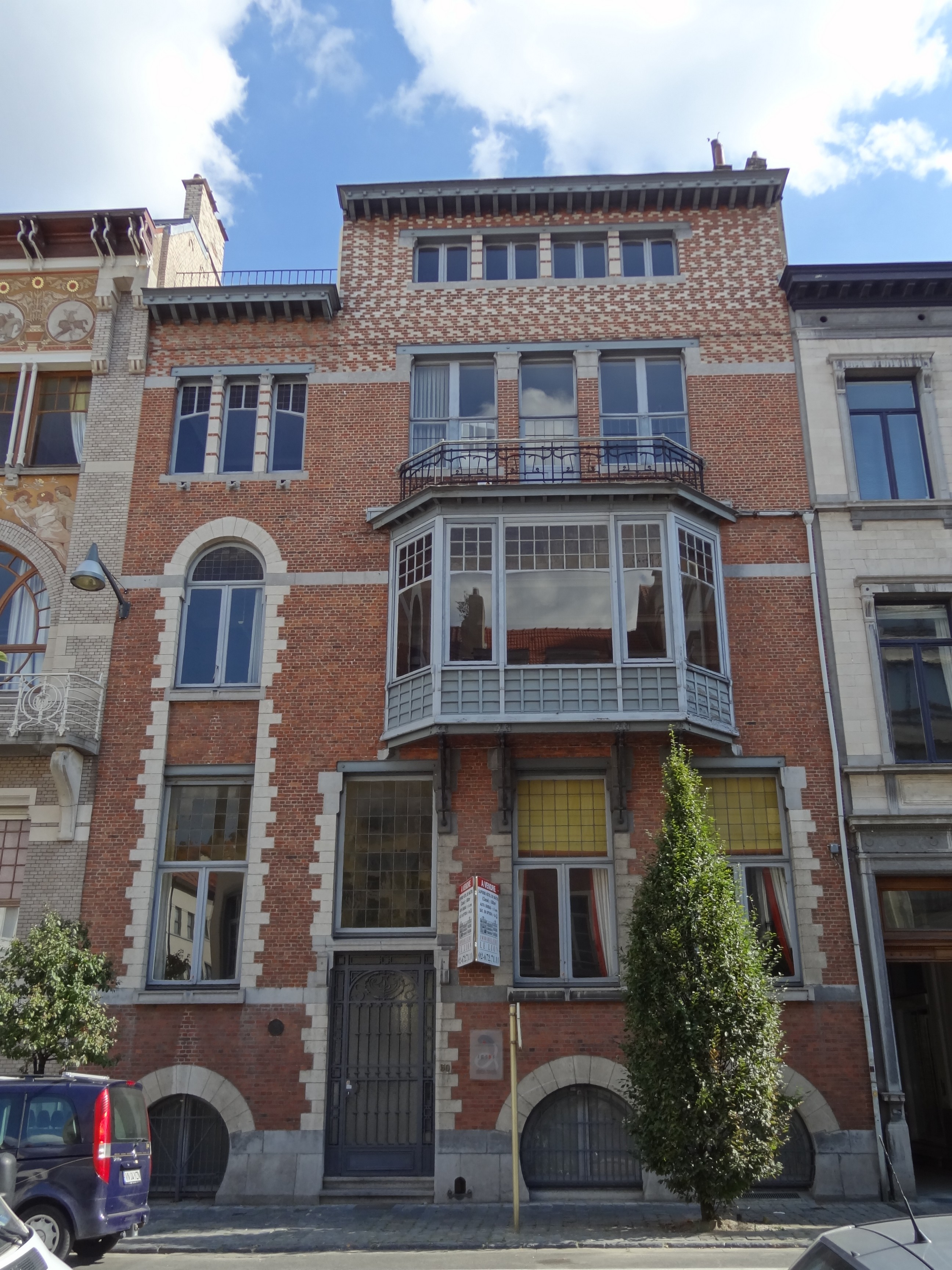
Hôtel René Janssens (1898)
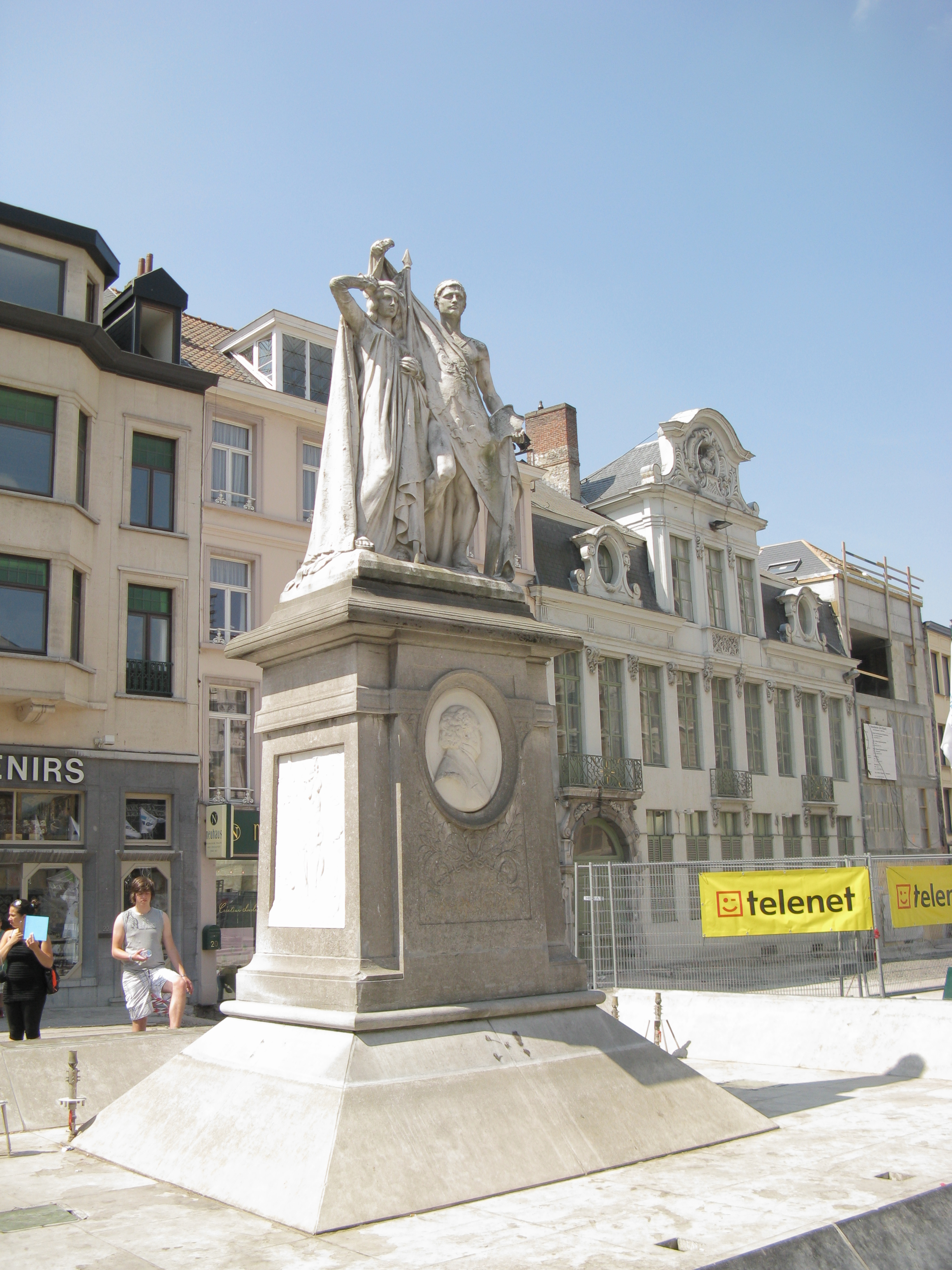
Monument Willems (1899) à Gand, par le statuaire Isidore De Rudder ; le piédestal est conçu par Hankar
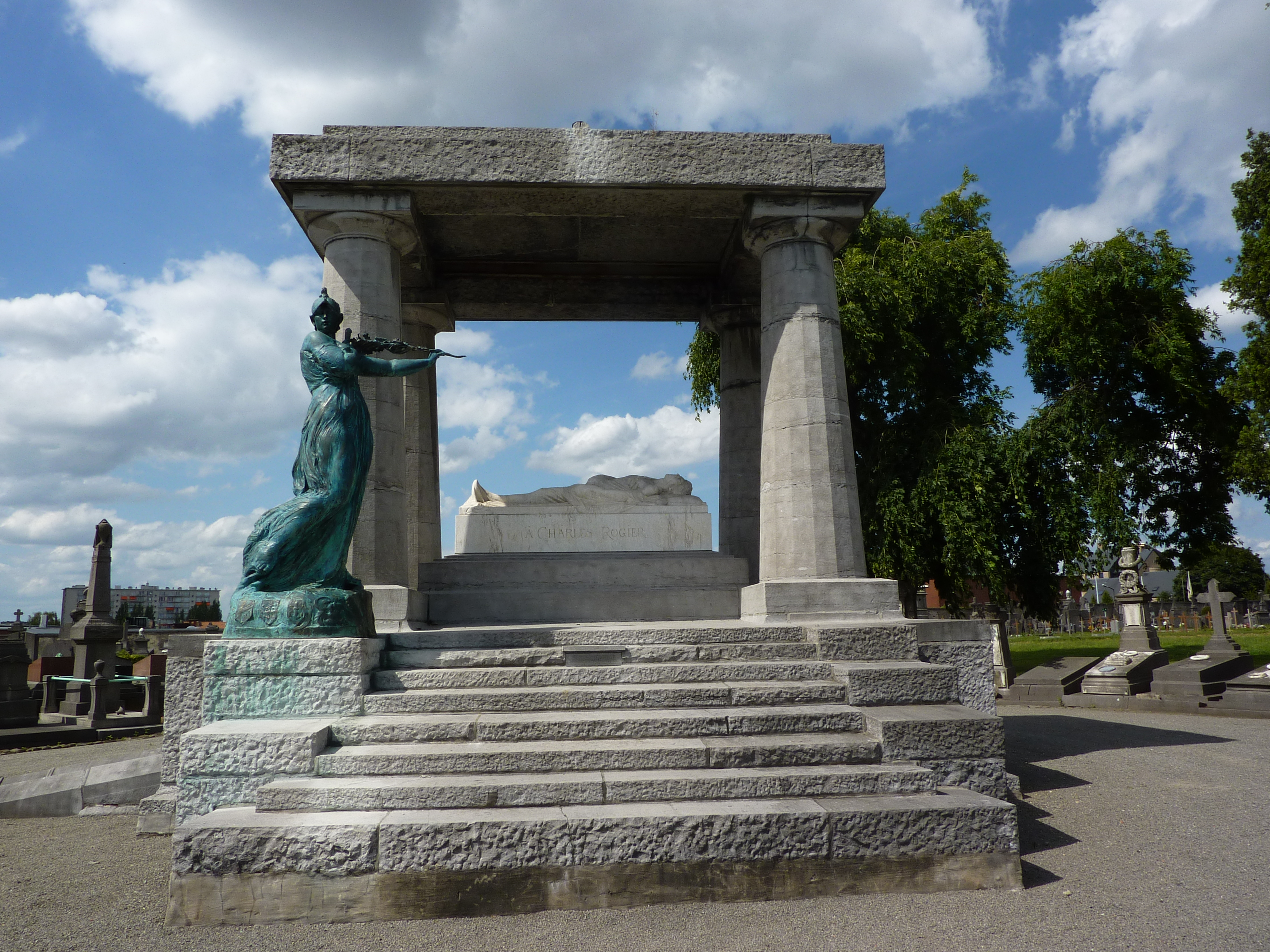
Mausolée Charles Rogier, Bruxelles (années 1870)
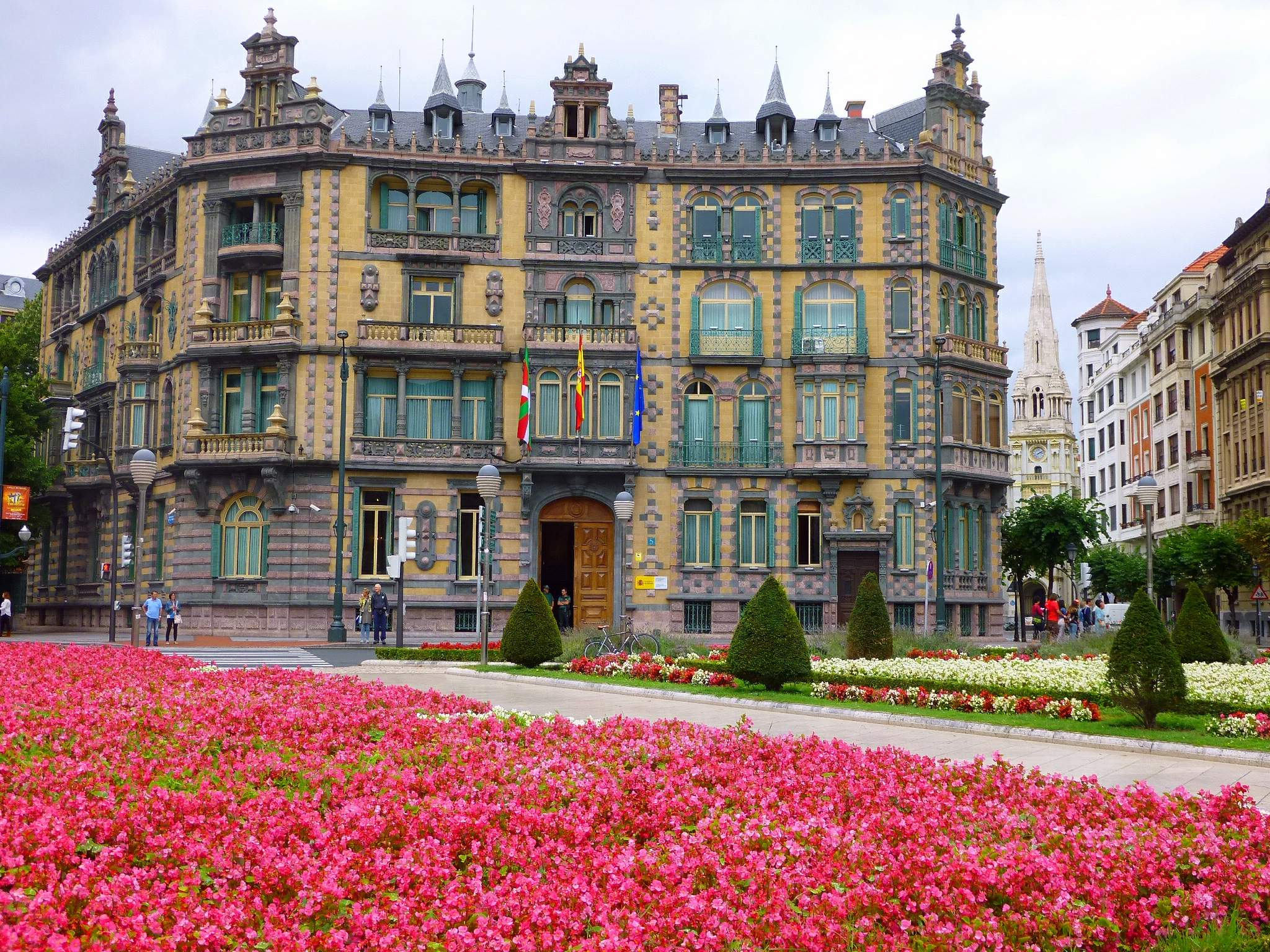
Palacio de Chávarri, Bilbao, Espagne(1888–89)
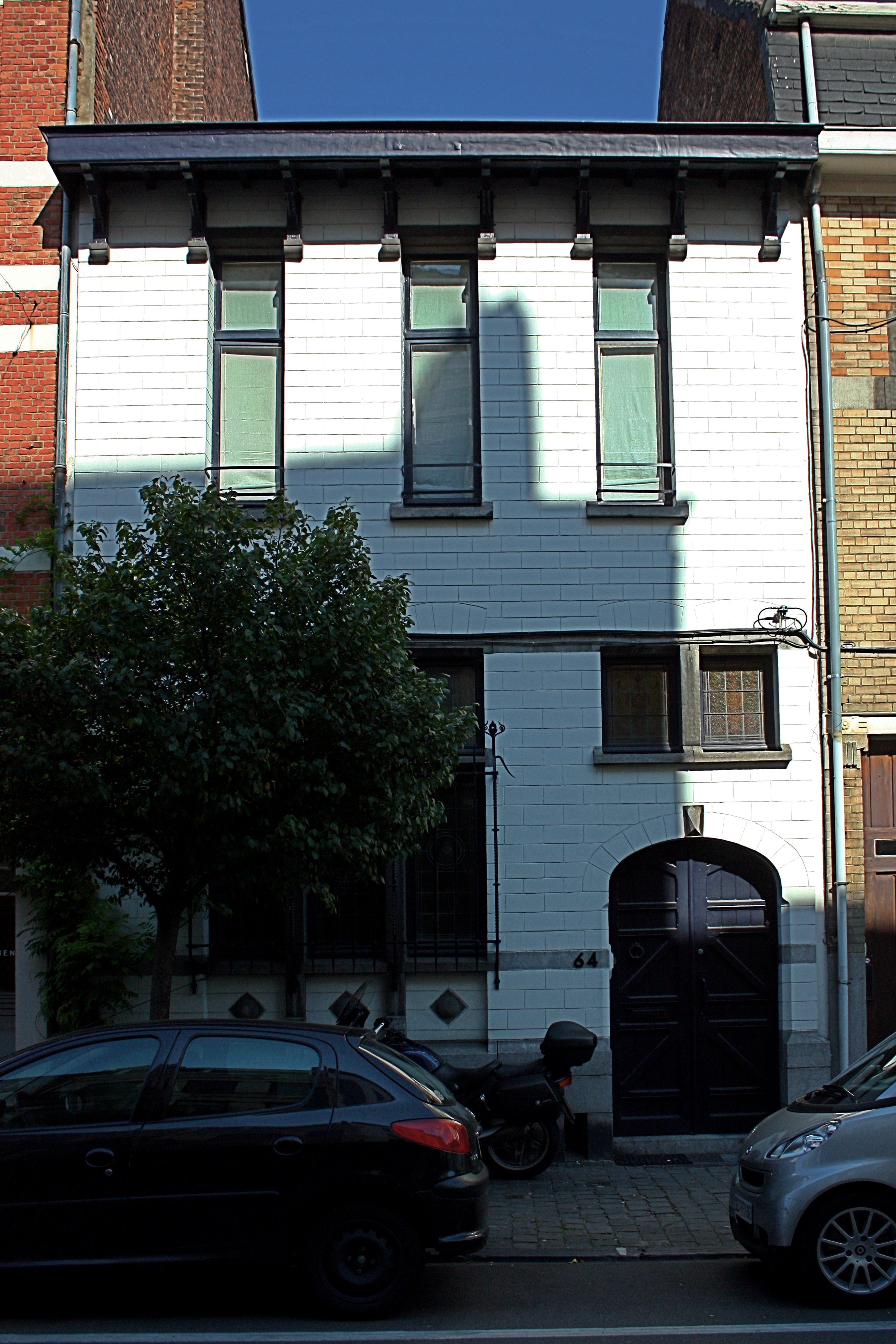
Atelier d'Alfred Crick, Bruxelles (1891)
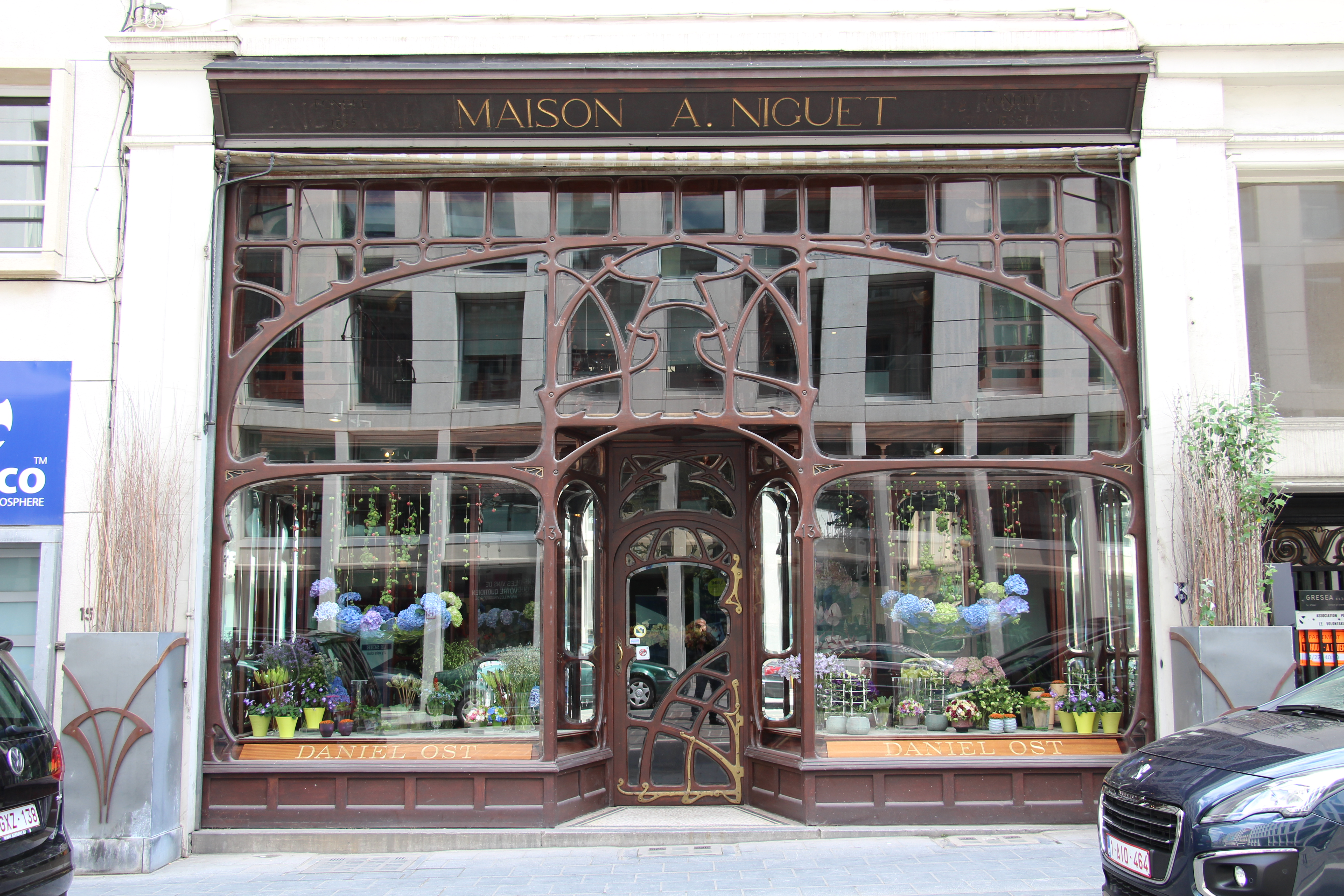
Ancienne façade de la chemiserie Niguet, rue Royale, Bruxelles (1896)
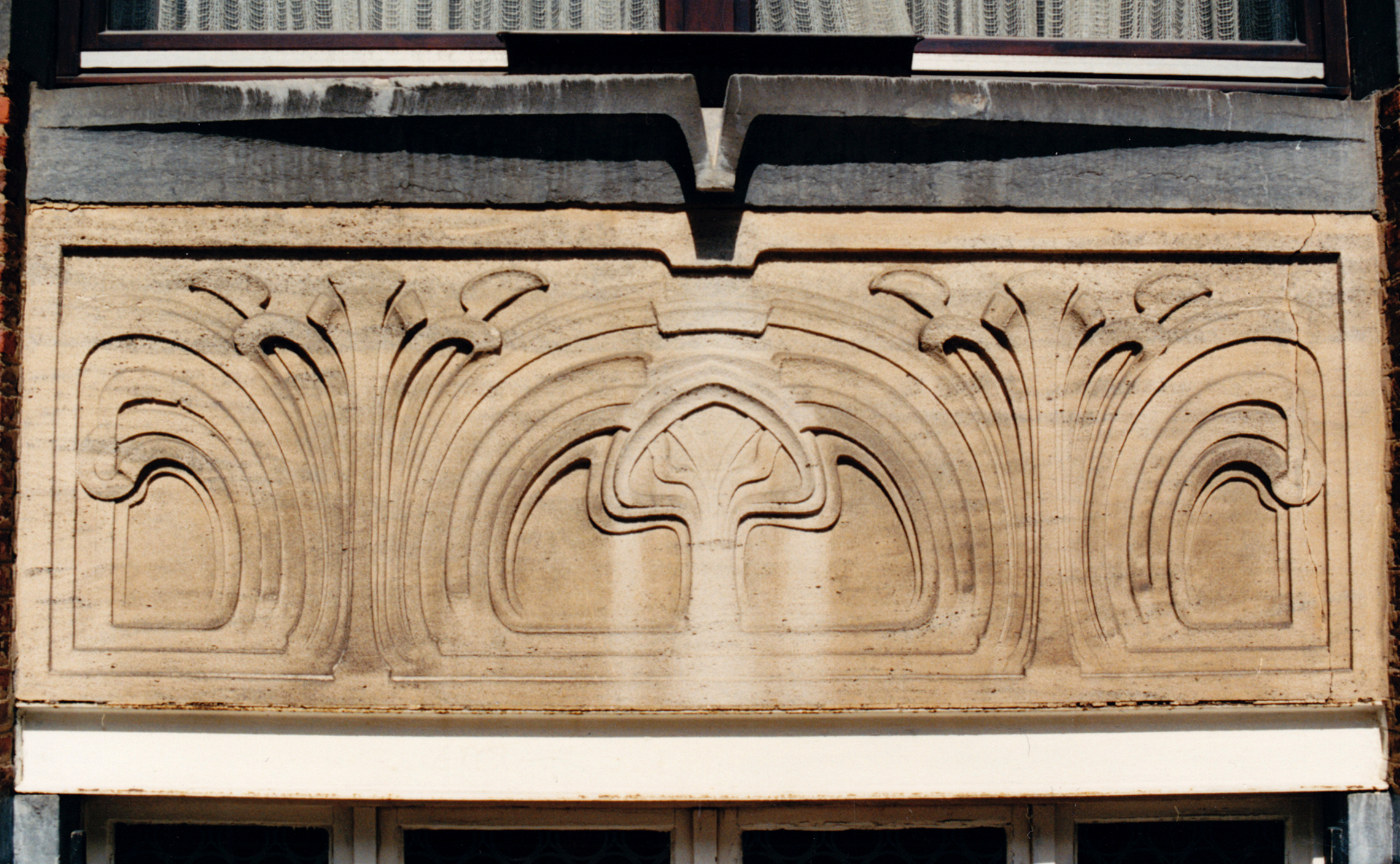
Partie de bas-relief sur la façade de la Maison Aglave, Bruxelles (1898)

### Ameublements et intérieurs
- un tabouret (vers 1893), conservé au Musée du Design de Gand
- une chaise (1896), exposée à l'Exposition Universelle de 1897 et conservée aux Musées Royaux d'Art et d'Histoire de Belgique, à Bruxelles[13]
- une boîte aux lettres (1897), conservée au musée d'Art Nelson-Atkins (Kansas City, Missouri, États-Unis)
- une table basse de l'Hôtel Renkin (1897), conservée au Musée du Design de Gand
- une table à manger de l'Hôtel Ciamberlani (1897), conservée au Musée d'Orsay, à Paris[14]
- un buffet de l'Hôtel Ciamberlani (1897)
- une table de jeu de l'Hôtel Ciamberlani (1897)
- une chaise de salon de l'Hôtel Ciamberlani (1897)
- un siège de bureau (vers 1897)
- une chaise avec dossier en cuir tissé (vers 1897)
- une table de salle à manger en acajou et un tabouret (vers 1897), conservés à la Galerie Yves Macaux jusqu'à sa fermeture définitive
- une chaise conservée au Musée du Cinquantenaire, à Bruxelles

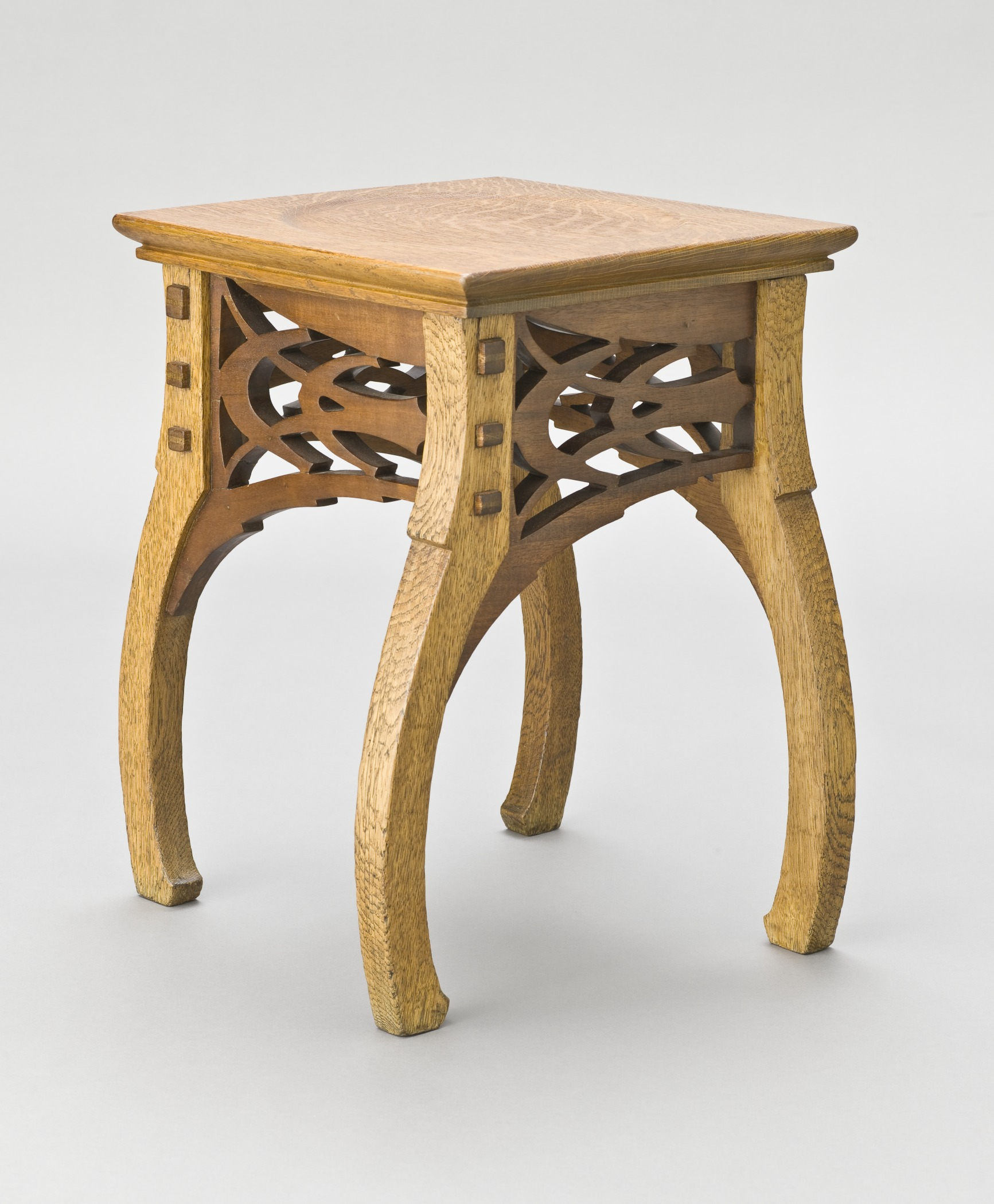
Tabouret, Musée d'Art du comté de Los Angeles, Californie, États-Unis (1898)
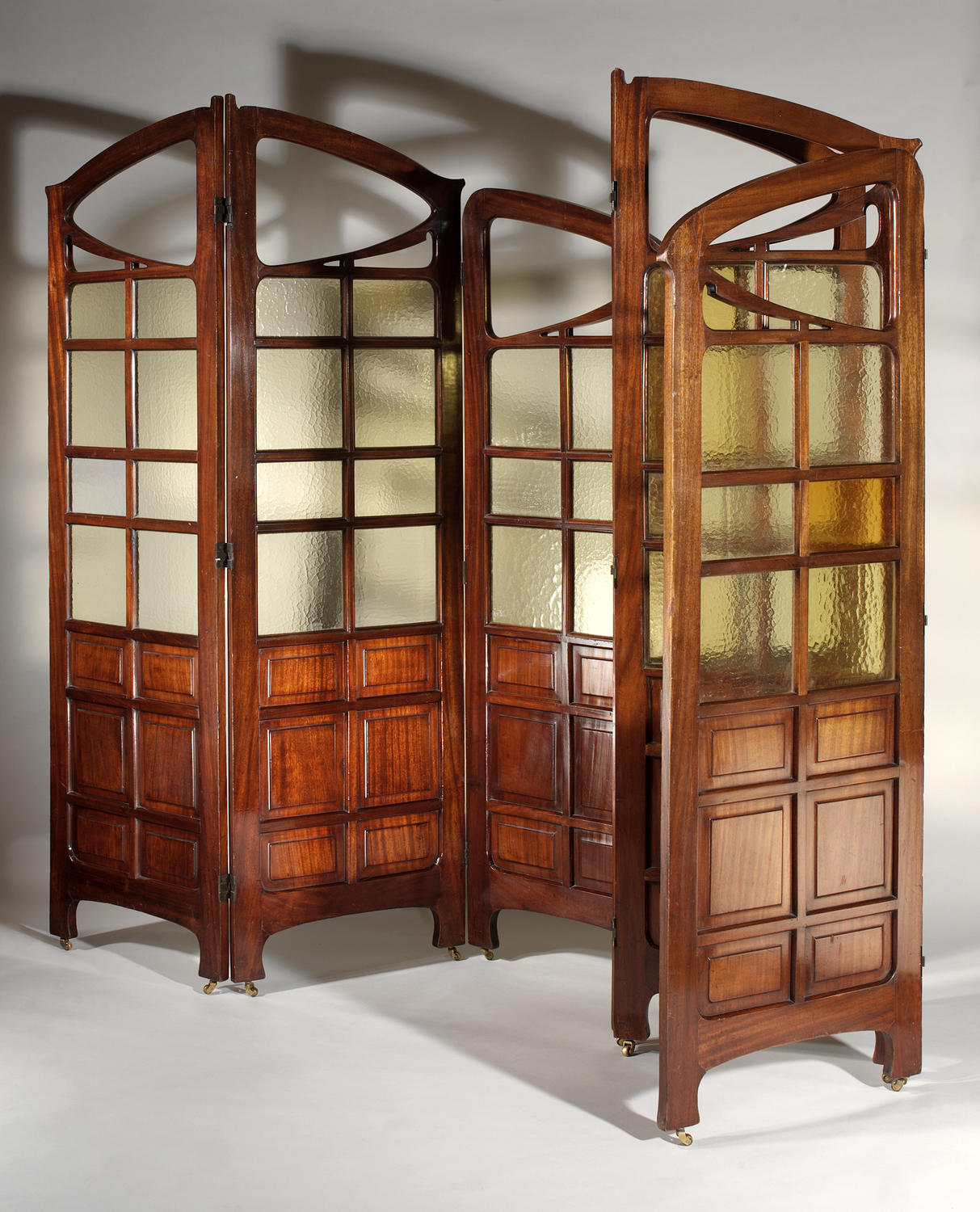
Deux paravents designés pour le Grand Hôtel de Bruxelles ; collection Fondation Roi Baudouin, Musée du Design de Gand